# マーヴェリックス/波に魅せられた男たち
『マーヴェリックス/波に魅せられた男たち』（原題: Chasing Mavericks）は、2012年のアメリカ映画である。アメリカのサーファーであるジェイ・モリアリティを描いた伝記映画であり、カーティス・ハンソンとマイケル・アプテッドが共同監督した。

## あらすじ
カリフォルニア州サンタクルーズ生まれのジェイ・モリアティは8歳のころ海で溺れたことがある。そのとき彼の隣に住んでいたサーファー、フロスティ・ヘッソンがジェイを助けてくれた。この経験こそジェイのサーフィンへの情熱の源となった。
やがて、彼は16歳になり、ある朝、偶然にもフロスティとその3人の友人に会う。彼らはマーヴェリックスと呼ばれる7年～10年に1回発生する非常に大きな波に乗ったことがあった。
ジェイに頼まれてフロスティは渋々サーフィンを教えることになったが、ジェイはまだ初心者でマーヴェリックスに乗るどころではなかった。フロスティはサーフィンの基礎からジェイに叩き込み、36マイルもサーフボードを漕がせたり4分間息を止めさせたりした。
はたして、ジェイはマーヴェリックスに乗ることができるのだろうか。

## キャスト
※括弧内は日本語吹替
- ジェイ・モリアリティ（英語版） - ジョニー・ウェストン（英語版）（成家義哉）
- フロスティ・ヘッソン - ジェラルド・バトラー（東地宏樹）
- クリスティ・モリアリティ - エリザベス・シュー（瀬尾恵子）
- ブレンダ・ヘッソン - アビゲイル・スペンサー（高森奈緒）
- キム - レヴェン・ランビン（森谷里美）
- ソニー - テイラー・ハンドリー（英語版）
- ゴールディ - スコット・イーストウッド（クレジットなし）

## 製作
撮影は2011年10月より開始された。同年12月19日、ジェラルド・バトラーはサーフィンのスタント中に負傷し、一時入院した。

## 評価
本作は批評家から酷評された。映画批評サイトのRotten Tomatoesには79件のレビューがあり批評家支持率は30％、平均点は10点満点中4.9点となった。Metacriticには、27件のレビューがあり、平均点は100点満点で45点となった。